# Beaufort-en-Anjou
Beaufort-en-Anjou ist eine französische Gemeinde mit 6.893 Einwohnern (Stand: 1. Januar 2022) im Département Maine-et-Loire in der Region Pays de la Loire. Sie gehört zum Arrondissement Saumur und zum Kanton Beaufort-en-Anjou.
Beaufort-en-Anjou wurde zum 1. Januar 2016 als commune nouvelle aus den Gemeinden Beaufort-en-Vallée und Gée gebildet. Der Verwaltungssitz befindet sich in Beaufort-en-Vallée.

## Geographie
Beaufort-en-Anjou liegt etwa 25 Kilometer östlich vom Stadtzentrum von Angers am Couasnon. Umgeben wird Longuenée-en-Anjou von den Nachbargemeinden Les Bois d’Anjou im Norden und Osten, Longué-Jumelles im Südosten, Gennes-Val-de-Loire im Süden, La Ménitré im Südwesten sowie Mazé-Milon im Westen.
Durch das Gemeindegebiet führt die Autoroute A85.

## Gliederung
| Ortsteil                             | ehemaliger INSEE-Code | Fläche (km²) | Einwohnerzahl (2022) |
| ------------------------------------ | --------------------- | ------------ | -------------------- |
| Beaufort-en-Vallée (Verwaltungssitz) | 49021                 | 35,66        | 6.447                |
| Gée                                  | 49147                 | 06,38        | .0446                |

## Sehenswürdigkeiten

### Beaufort-en-Vallée
- Kirche Notre-Dame
- Priorat von Avrillé, seit 1972 Monument historique
- Johanniterkonvent, seit 1969 Monument historique
- Burgruine des Grafen von Beaufort
- Herrenhaus Princé, Monument historique seit 1977
- Museum Joseph Denais

### Gée
- Kirche Saint-Aubin aus dem 12. Jahrhundert, Umbauten aus dem 16. Jahrhundert
- Pfarrhaus aus dem 17. Jahrhundert

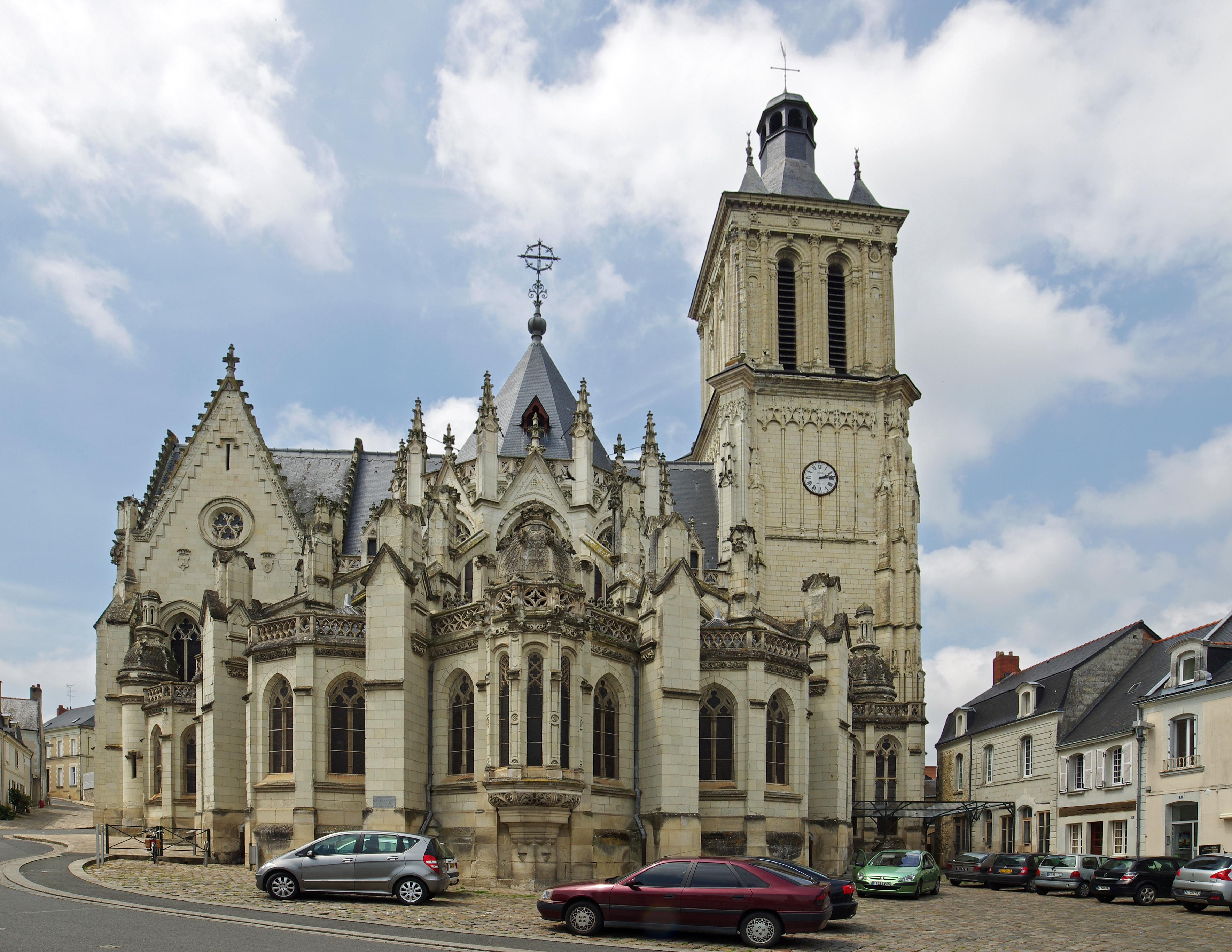
Kirche Notre-Dame
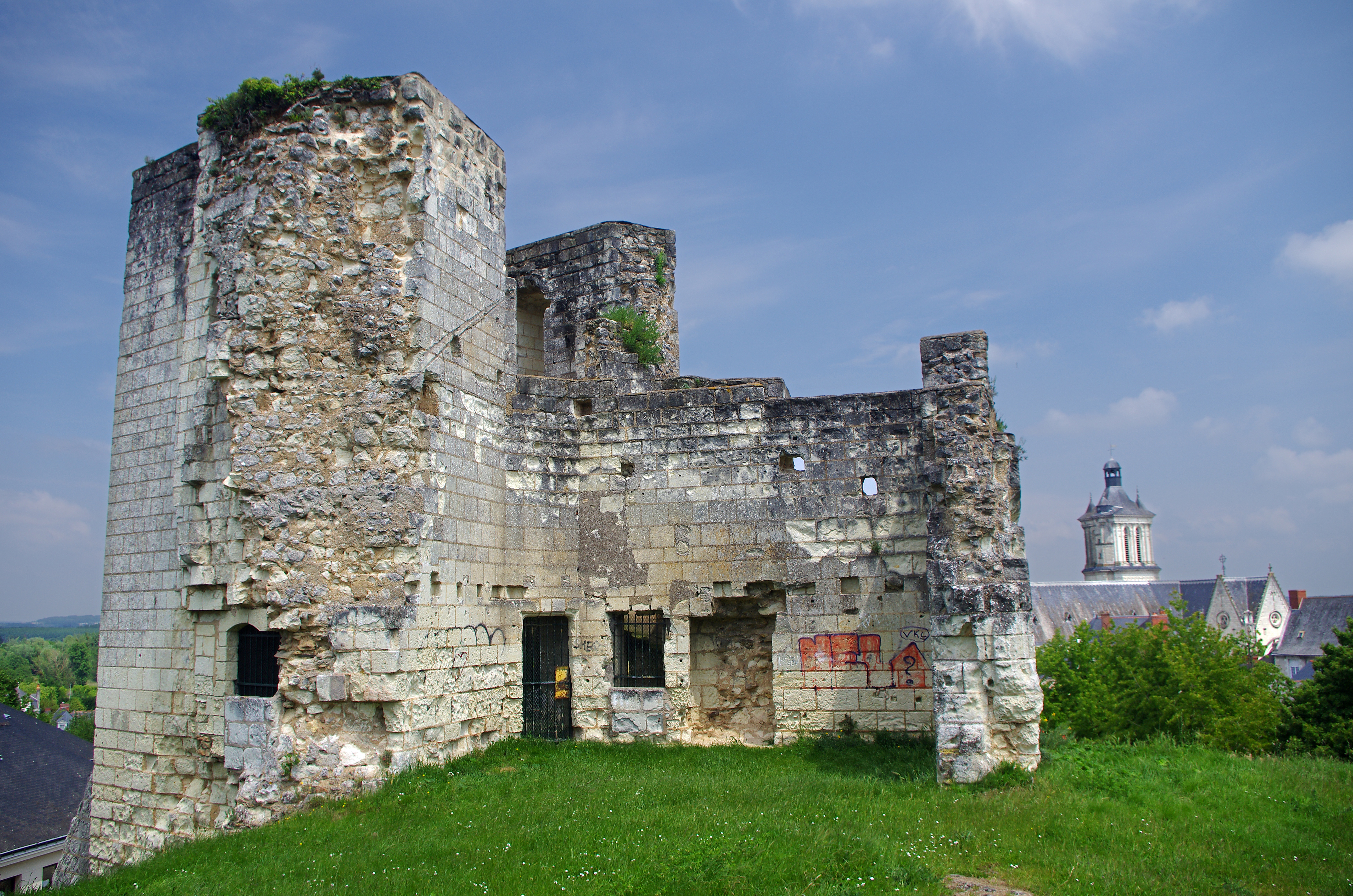
Burgruine

## Gemeindepartnerschaften
Mit der italienischen Gemeinde Travagliato in der Lombardei (Provinz Brescia) besteht eine Partnerschaft.

## Persönlichkeiten
- Jeanne de Laval (1433–1498), Gattin von René I. von Anjou
- Louis-Georges-Erasme de Contades (1704–1793), Marschall Frankreichs